# Гольф

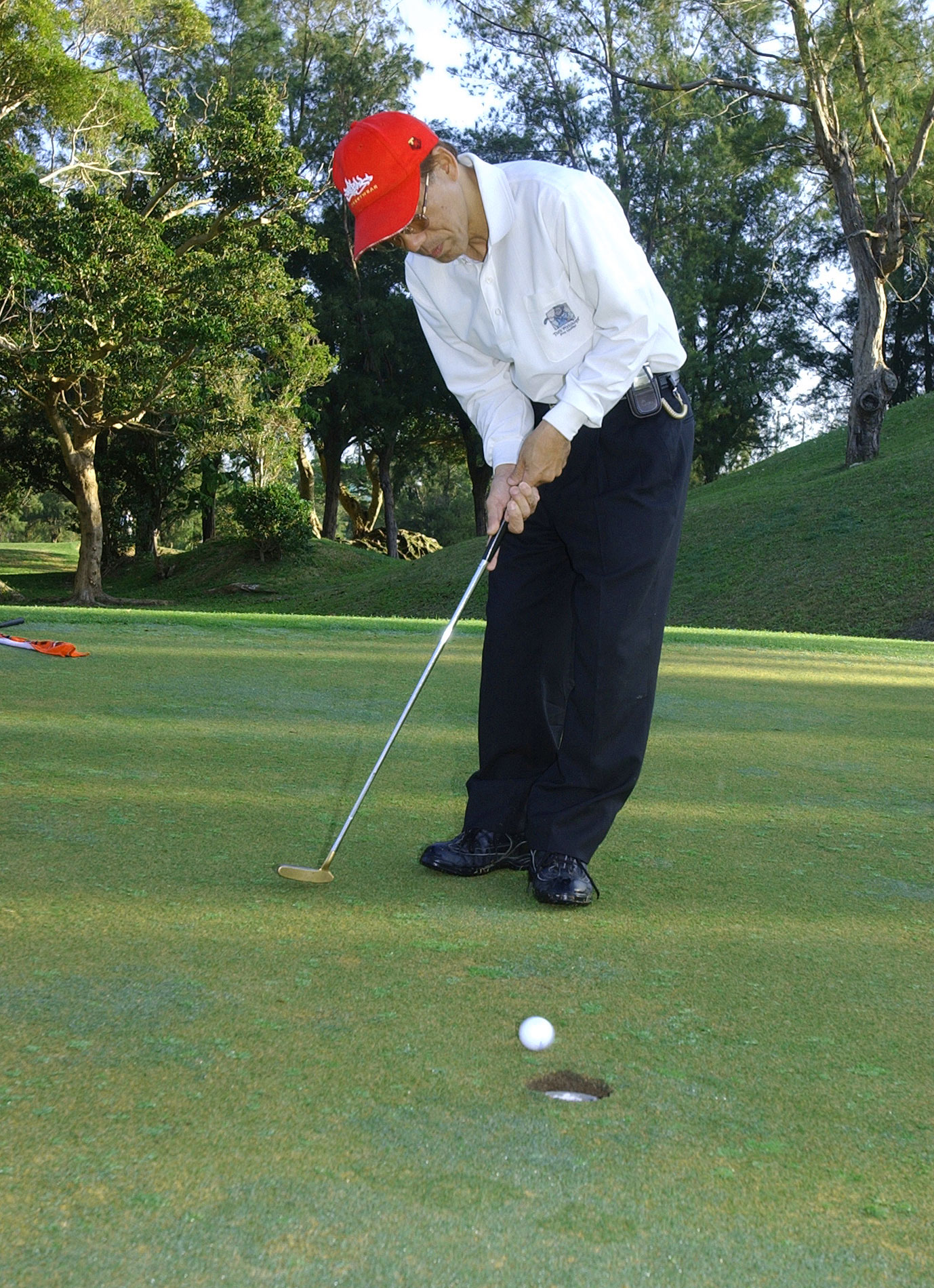
Игрок в гольф, выполняющий патт

Гольф (англ. golf) — вид спорта, в котором отдельные участники или команды соревнуются, загоняя маленький мячик в специальные лунки ударами клюшек, с целью пройти отведённую дистанцию за минимальное число ударов.

## История
Считается, что игра в гольф зародилась в Шотландии и была изобретена пастухами, которые с помощью посохов (будущих клюшек) загоняли камни в кроличьи норы. Предположительно игра существовала уже в XIV веке, а в XV веке в Шотландии вышло несколько законов, запрещавших играть в «гоуф». В XVII веке клюшками в мяч играли уже в Нидерландах. Игра в её современном виде оформилась в XIX веке в Шотландии.

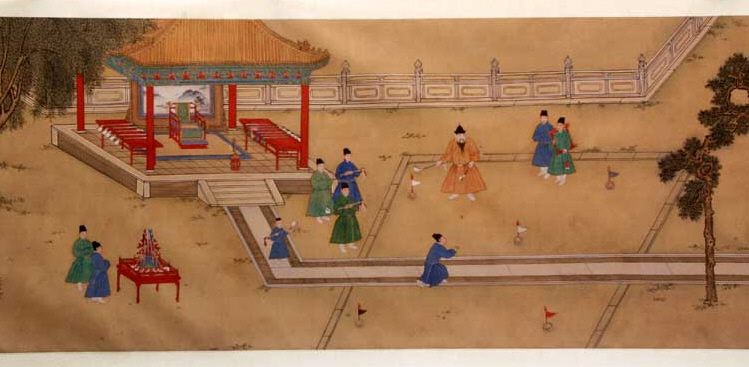
Картина, изображающая игру в чуйвань императора Чжу Чжаньцзи из династии Мин

В то время как современный гольф зародился в Шотландии в XV веке, древнейшие формы игры остаются неясными и являются предметом споров. Некоторые историки связывают гольф с игрой, существовавшей в Римской империи: паганикой (paganica), в которой участники использовали гнутую палку для ударов по мячу, набитому перьями. По одной из теорий паганика распространилась по всей Европе по мере роста территориальных владений империи в течение I века н. э. и постепенно эволюционировала в игру, которую мы знаем сейчас. Другая точка зрения состоит в том, что предком гольфа могла являться китайская игра чуйвань (кит. 捶丸 — толкать шар), распространённая в период IX-XIV веков. Свиток времён династии Мин, датируемый 1368 годом и имеющий название «Осенний пир», изображает членов китайского императорского двора, размахивающих чем-то похожим на клюшки для гольфа в попытках загнать маленький мяч в лунки. Предположительно, чуйвань стал известен в Европе в Средние века. Ещё одной из ранних игр, которая напоминает современный гольф, является игра «камбука» (англ. cambuca, франц. chambot). Эта игра была занесена в Нижние земли, Германию и Англию.
Тем не менее современный гольф происходит из Шотландии, и первым упоминанием игры является указ короля Шотландии Якова II о запрете гольфа (1457 год), так как он отвлекал лучников от обучения. Для многих игроков в гольф местом паломничества остаётся площадка для гольфа Old Course в Сент-Андрусе, являющаяся площадкой типа Links (старейшим видом площадки). История Old Course ведёт свое начало с 1574 года. Задокументирована игра в гольф на площадке Musselburgh Links (Восточный Лотиан, Шотландия) 2 марта 1672 года. Эта площадка считается исторически первой в мире, что отмечено в Книге рекордов Гиннесса.
Наиболее ранний вариант правил игры в гольф был создан в марте 1744 года для общества Company of Gentlemen Golfers, игравшего в Leith Links (ныне общество The Honourable Company of Edinburgh Golfers, чьей резиденцией является площадка Muirfield в городе Галлэйн, Ист-Лотиан, Шотландия). Первый турнир по гольфу, The Open Championship, состоялся 17 октября 1860 года в Престуикском гольф-клубе, Саут-Эршир, Шотландия.

## Площадка для гольфа

1. Стартовая площадка (teeing ground), 2. Водное препятствие (water hazard), 3. Неровная площадка (rough), 4. Зона за площадкой (out of bounds), 5. Песчаная зона (sand bunker), 6. Водное препятствие (water hazard), 7. Гладкое поле (fairway), 8. Грин (putting green), 9. Флажок (flagstick), 10. Лунка (hole)

Площадка для гольфа состоит из серии лунок, каждая из которых имеет свою стартовую площадку (англ. Teeing ground). Стартовая площадка отмечается двумя метками, показывающими допустимые границы зоны, где может быть установлен колышек для мяча (англ. Tee). Также частью площадки являются гладкое поле и неровное поле (Fairway and rough (англ.)) и прочие препятствия (англ. Hazard (golf)). Финальной частью площадки является лунка, которая, для возможности ориентирования, помечается каким-либо образом (чаще флажком). Лунка располагается на специальной лужайке «грин» (Putting green (англ.)), где высота травы минимальна. В прочих местах высота травы может быть самой различной для того, чтобы затруднить прохождение площадки.
Большинство лунок располагаются на линии прямой видимости от стартовой площадки до грина, однако некоторые лунки могут отклоняться в правую или левую сто́роны. Такие лунки обычно называются «доглег» (англ. dogleg, как отсылка к форме собачьей лапы). Лунка может называться «левый доглег» или «правый доглег» в зависимости от того, в какой стороне от прямого курса она расположена. Иногда направление на лунку может изгибаться дважды, в этом случае лунка называется «двойной доглег».
Типичная площадка для гольфа состоит из 18 лунок, но также распространены площадки с девятью лунками, которые играются, соответственно, два раза за раунд.
Первоначальные шотландские площадки в основном располагались на дюнах (links), которые располагались рядом с берегом и были покрыты слоем земли. Это привело к возникновению термина «линкс», который означает площадку для гольфа у побережья, построенную на песчаном естественном основании.

## Правила игры

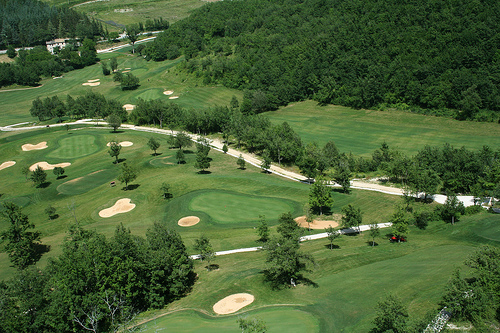
Поле для гольфа

В каждой игре участник должен пройти определённое число лунок (как правило, 18) в определённом порядке. Лункой в данном случае называются и само отверстие в земле, и вся площадка для игры.
Площадка для игры, как правило, состоит из:
- стартовой зоны — площадки «ти» («тэ», «Т-образная подставка»);
- основной зоны (англ. fairway, «прямое направление»; ср. фарватер);
- специальной, очень коротко подстриженной (5-10 мм) площадки с вырезанной в её центре лункой — «лужайки» (green).

На площадке для игры могут присутствовать различные препятствия: водные преграды, песчаные преграды, кусты, деревья, высокая трава.
Для начала мяч с идентификационной меткой игрока устанавливается на стартовую площадку (площадка «ти»). В идеале гольфист, как правило, должен первым ударом попасть на основную площадку, провести мяч по ней несколькими ударами (в зависимости от вида площадки) и попасть на грин — площадку с идеальной травой, по которой мяч катится без помех. Для того чтобы забить мяч в лунку с грина, используется специальный вид клюшки — паттер.
Международный стандарт правил игры в гольф поддерживается The R&A, отделившейся в 2004 году от гольф-клуба Сент-Андруса (англ. Golf Club of St Andrews), расположенного в Сент-Андрусе, Файф, совместно с Ассоциацией гольфа США (англ. United States Golf Association) (USGA).
В основе правил лежит принцип честности. Как заявлено на обложке официального издания правил: «Играй мяч так, как он лежит, играй на той площадке, что есть, и в любом случае поступай по чести» (Play the ball as it lies, play the course as you find it, and if you cannot do either, do what is fair).
Существуют жёсткие ограничения, касающиеся статуса игрока-любителя. По существу дела, любой, кто хоть однажды получил плату за обучение гольфу или играл в гольф на деньги, не может считаться любителем и участвовать в соревнованиях, проводящихся для любителей. Однако любители могут получать оплату издержек согласно строго определённой процедуре и могут принимать неденежные призы в пределах норм, установленных правилами для статуса игрока-любителя.
Помимо официальных правил игрокам в гольф следует соблюдать правила и обычаи, принятые в гольфе, так называемый гольф-этикет (англ. Golf etiquette). Правила этикета касаются таких вопросов как безопасность, честность, темп игры и обязательство игрока следить за сохранностью площадки для гольфа. И хотя за нарушение этикета не предусмотрено штрафных очков, игроки стараются соблюдать его, чтобы поддерживать интерес к игре и возможность получения опыта новичками.
Штрафы в гольфе обусловлены определёнными ситуациями. Штраф применяется к счёту игрока путём зачисления ему лишних ударов по мячу. Попытки добавляются за нарушение правил или в случаях, когда мяч после удара оказывается в положении, в котором им невозможно сыграть. Утерянный мяч или мяч, вылетевший за границы площадки, наказывается штрафом в один удар и потерей в расстоянии. Штраф в один удар также следует, если мяч был смещён какой-либо частью снаряжения игрока или же когда к такому смещению привела попытка убрать препятствие для удара. Если игрок ударяет не по своему мячу, он наказывается штрафом в два удара. Большинство нарушений наказываются штрафом, однако возможна и дисквалификация за жульничество, сознательное нарушение правил.

### Термины
- Грин — (англ. green — «зелёная лужайка») часть гольф-поля округлой формы с самой короткой выстриженной травой, где находится сама лунка[17].
- Фервей — (англ. fairway — «центральная аллея с гладко выстриженной травой») относительно ровная часть поля, трава на которой имеет среднюю длину; занимает большую часть поля[17].
- Раф — участки высокой травы, окаймляющие фервей и грин[17].
- Патт — лёгкий удар, выполняющийся на грине, главной целью которого является закатывание мяча в лунку.
- Свинг — основное движение удара всеми клюшками, кроме паттера. Свинг состоит из отведения клюшки (замаха), движения вниз (маха), непосредственно удара и завершения[18].
- Драйв — основной удар в гольфе со стартовой площадки, цель которого послать мяч специальной клюшкой «драйвером» далеко и точно.
- Слайс — (англ. slice — «резаный удар») боковой кручёный удар, при котором мяч, посланный открытой головкой клюшки, вылетает прямо, но после этого сильно отклоняется вправо/влево (для игрока с правосторонней/левосторонней стойкой)[19].
- Хук — (англ. hook — «крюк») боковой кручёный удар, выполненный закрытой головкой клюшки, с закруткой, противоположной «слайсу».
- Фейд — (англ. fade) специально выполненный игроком боковой кручёный удар с менее сильным отклонением от прямой траектории по сравнению со «слайсом». Иными словами, лёгкий «слайс».
- Дро — (англ. draw) специально выполненный игроком боковой кручёный удар с менее сильным отклонением от прямой траектории по сравнению с «хуком». Иными словами, лёгкий «хук».
- Чип — (англ. chip) лёгкий удар с небольшим подскоком мяча, после которого он продолжает катиться (выполняется с расстояния от 0 до 5 метров от края грина).
- Питч — (англ. pitch) более сильный удар со значительным подскоком мяча, после которого он продолжает скакать и затем катится (выполняется с расстояния от 5 до 50 метров от края грина).
- Пар — (сокращение от слова «паритет») то количество ударов, за которое игрок должен пройти лунку по регламенту. Есть три разновидности «ПАРов» — это пар-3, пар-4 и пар-5, основное различие которых в расстоянии от ти (место старта) до лунки. Очень редко, но всё же встречается пар-2 и пар-6 . В среднем расстояние колеблется от 100 до 550 метров. Например пар-3 (110 метров), пар-4 (320 метров) и пар-5 (480 метров).
- Кедди — помощник игрока, в чьи обязанности входит перенос спортивного инвентаря и помощь советами.

### Счёт
| Счёт | Название                     | Описание                                                                 |
| ---- | ---------------------------- | ------------------------------------------------------------------------ |
|      | Хол-ин-уан (Hole in one)     | попадание мяча в лунку с Ти бокса                                        |
| −3   | Альбатрос (Albatross)        | на три удара меньше, чем пар                                             |
| −2   | Игл (Eagle)                  | на два удара меньше, чем пар                                             |
| −1   | Бёрди (Birdie)               | на один удар меньше, чем пар                                             |
| E    | Пар (Par)                    | количество ударов, за которое гольфист должен пройти лунку по регламенту |
| +1   | Богги (Bogey)                | на один больше, чем пар                                                  |
| +2   | Двойной богги (Double bogey) | на два больше, чем пар                                                   |
| +3   | Тройной богги (Triple bogey) | на три больше, чем пар                                                   |

## Инвентарь

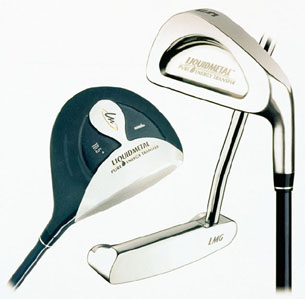
Типы клюшек. Слева направо: вуд (драйвер), паттер и айрон

### Клюшки
Для квалификационной игры в гольф игрок может использовать не более 14 единиц клюшек.
- Вуд (англ. Wood) — клюшка с массивной головкой и углом плоскости удара от 7° до 15°. Вуд, которым мяч вводится в игру, носит название «Дра́йвер». Позволяет посылать мяч на расстояние до 300 метров.
- А́йрон (англ. Iron) — более лёгкая клюшка с лопатообразной головкой для прицельного посылания мяча на более короткие дистанции. Угол наклона плоскости удара от 15° до 45°. Клюшки различаются по номерам. Больший номер позволяет послать мяч под большим углом к горизонту на меньшую дистанцию. Дистанция удара от 70 до 150 метров.
- Вейдж (Ведж) (англ. Wedge) — отличаются от айрона ещё большим углом бьющей поверхности (45°-64°) и нужны для выбивания мяча навесом, например, из песка (Sand Wedge) или травы (Chipping Wedge) на малую дистанцию.
- Па́ттер (англ. Putter) — клюшка с лёгкой головкой Г-образной формы для игры на грине и нанесения патов — катящих ударов, которыми мяч закатывается в лунку.

### Мячи

Мячик для гольфа

Поверхность обычного мяча для гольфа покрыта ямками — димпалсами (dimples) (чтобы шар лучше «держал» направление, в котором его ударили).
В ямках задерживается воздух и образуется невидимая оболочка, которая:
- уменьшает колебания шара при полёте;
- усиливает подъёмный эффект при ударе с закручиванием мяча;
- улучшает его аэродинамические свойства и позволяет мячу лететь дальше.

Аэродинамическое преимущество «ямочной поверхности» было проверено в одном из выпусков научно-популярного телешоу «Разрушители легенд» на примере автомобиля с подобным (масштабированным) покрытием; как было показано в выпуске передачи, выигрыш был получен как при испытании миниатюрной модели в аэродинамической трубе НАСА, так и в виде уменьшения расхода топлива полноразмерного модифицированного автомобиля при дорожных испытаниях.
С другой стороны, по утверждению группы Чхве Хэчона с факультета механической и аэрокосмической инженерии из Сеульского Национального университета, подобная фактура поверхности не лишена и недостатков — при задевании клюшкой ямки, расположенной не по центру, шар с большой вероятностью отклонится от заданного направления. В качестве альтернативы исследователями было предложено нанести на шар желобки, которые делят его поверхность на сегменты различной формы (желобки создают воздушную оболочку по тому же принципу, что и ямки). Так как площадь поверхности, занимаемая желобками, меньше, чем площадь, на которой находятся ямки, то, как утверждают рационализаторы, вероятность попасть клюшкой в «неправильный» желобок меньше, чем в «неправильную» ямку.

### Ти
Деревянная или пластиковая подставка для установки мяча перед ударом. В Японии также используют ти из биоразлагаемого материала, которые через несколько дней полностью исчезают.

## Гольф-клубы
Клубы, объединящие любителей гольфа. 

## Турниры
К числу важнейших мужских профессиональных турниров относятся четыре турнира серии «мейджор»: Мастерс (The Masters Tournament), Открытый чемпионат США (US Open), Открытый чемпионат Британии (The Open Championship) и чемпионат профессиональной ассоциации гольфистов  (PGA Championship).
9 октября 2009 года на 121 сессии МОК в Копенгагене 63 голосами против 27 было решено включить гольф в программу Олимпийских игр 2016 в Рио-де-Жанейро. Олимпийскими чемпионами по гольфу 2016 года стали британец Джастин Роуз и кореянка Пак Ин Би.

## Мини-гольф
Основная статья Мини-гольф.
Миниатюрный гольф или мини-гольф — игра, получившая развитие с середины XIX века. Площадка для мини-гольфа представляет собой грин, на котором путь мяча к лунке затруднён многочисленными препятствиями в виде камней, песчаных ловушек, искусственных лабиринтов и так далее. Задача игрока, как и в обычном гольфе, провести мяч в лунку за минимальное число ударов.
Игра ведётся только клюшкой «паттер», свинг запрещён правилами.
Часто лунки для мини-гольфа снабжены декоративными украшениями, например в историческом стиле, а также имеют нестандартные пути проведения мяча к лунке: желоба, туннели, механические подъёмники, ловушки, ложные пути, возвращающие мяч на «ти», и так далее. Несмотря на общий рекреационный стиль игры, по мини-гольфу также проводятся соревнования, в том числе и международные.

## Гольф в космосе
Первый удар клюшкой по мячу в космосе нанёс в 1971 году астронавт Алан Шепард на поверхности Луны во время экспедиции Аполлон-14. В первый раз он попросту промахнулся клюшкой мимо мяча, но во второй раз из-за слабого лунного притяжения и отсутствия атмосферы мячик пролетел несколько километров.
23 ноября 2006 года российский космонавт Михаил Тюрин во время выхода в открытый космос на Международной космической станции произвёл удар по мячу для гольфа в рамках рекламной акции канадской компании Element 21 («21-й элемент»). Удар был нанесён одной рукой. Майкл Лопез-Алегриа осуществлял съёмку удара российского коллеги. На борт МКС были доставлены специальные клюшки и мячи. Выход в космос был осуществлён из стыковочного отсека «Пирс» в скафандрах «Орлан-М».
Мячик для гольфа, являющийся космическим мусором, не представлял опасности для МКС и, войдя в плотные слои атмосферы, сгорел. На всякий случай в распоряжении Михаила Тюрина было три мяча.

## В массовой культуре
П. Г. Вудхауз написал цикл «Рассказы о гольфе».
Гольфу посвящены следующие кинофильмы:
- х/ф «Гольф-клуб» (1980)
- х/ф «Гольф-клуб 2» (1988)
- х/ф «Жестяной кубок» (1996)
- х/ф «Счастливчик Гилмор» (1996)
- х/ф «Легенда Баггера Ванса» (2000)
- х/ф «Триумф» (2005)

Компьютерных симуляторов гольфа существует очень много, от простейших флэш-игр, до весьма продвинутых игр, имитирующих реальные площадки для гольфа. Среди наиболее известных симуляторов гольфа можно назвать серию Tiger Woods PGA Tour фирмы EA Sports, а также серию Links фирмы Microsoft Games.
Игра в гольф фигурирует в третьем фильме Бондианы - "Голдфингер", где Джеймс Бонд в исполнении Шона Коннери подменой мяча выигрывает у Голдфингера, причём делает это в наказание за его жульничество при потере мяча.